# Topliceni
Topliceni is een Roemeense gemeente in het district Buzău.
Topliceni telt 4439 inwoners.